# Trochicola japonica
Trochicola japonica is een eenoogkreeftjessoort uit de familie van de Mytilicolidae. De wetenschappelijke naam van de soort is voor het eerst geldig gepubliceerd in 1984 door Shimura & Kuwabara.